# Maatschappij tot Nut van 't Algemeen
La Maatschappij tot Nut van 't Algemeen (Nut en abrégé; Société de l'utilité générale) est une organisation à but non-lucratif des Pays-Bas fondée en 1784. Son objectif est le développement des individus et de la société, principalement par l'éducation. Elle a eu une importante influence dans l'amélioration de l'instruction publique grâce à de meilleurs manuels scolaires, des écoles modèles et la formation des enseignants. La société continue aujourd'hui à être impliquée dans l'éducation extracurriculaire.

## Origines
À la fin du XVIIIe siècle beaucoup de libre-penseurs et démocrates aux Pays-Bas estiment qu'une meilleure éducation apporterait la prospérité pour tous. Un groupe d'amis du ministre baptiste Jan Nieuwenhuyzen (nl) de Monnickendam et d'Edam en Hollande-Septentrionale décident de former une société dont l'objectif est d'aider des personnes défavorisées à acquérir une éducation en leur fournissant des livres écrits dans une langue simple. Le fils du ministre, le docteur Martinus Nieuwenhuyzen (nl), fonde la société avec le but d'« améliorer le système scolaire et l'éducation de la jeunesse comme fondement de la formation, l'amélioration et la civilisation des citoyens ».

## Fondation

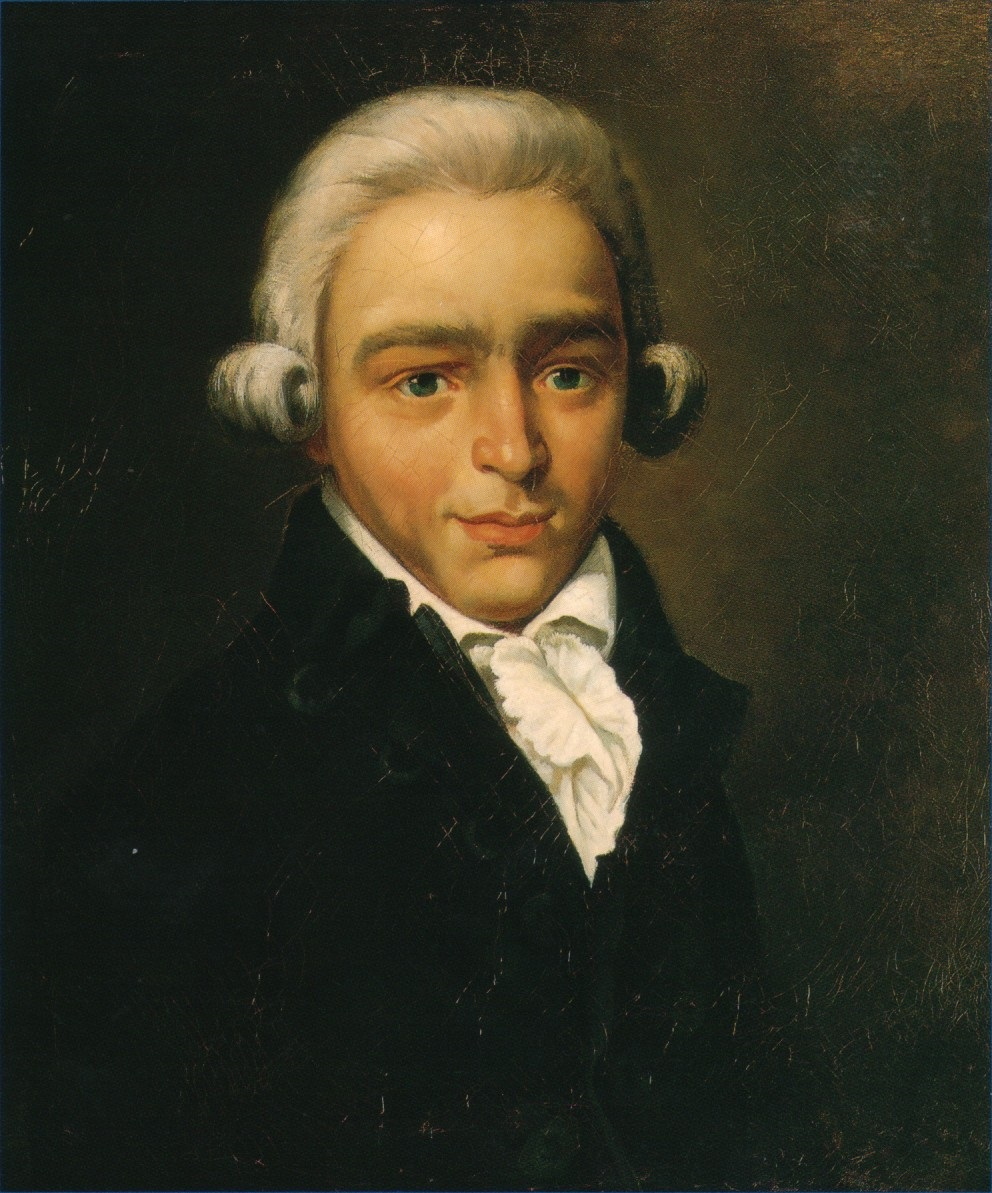
Martinus Nieuwenhuyzen (1759–93)

Une réunion inaugurale de la Société se tient à la demeure du ministre le 16 novembre 1784. Des branches locales de la Société sont formées dans d'autres parties de la Hollande-Septentrionale, en Frise et à Groningue, puis dans le reste du nord des Provinces-Unies. Les principes directeurs sont que l'organisation est humanitaire, œuvrant pour le bien public et ouverte à tous. La plupart des activités ont lieu à l'échelon local, avec un Conseil au niveau national pour contribuer au débat publique et assister les groupes locaux. L'objectif n'est alors pas d'aider les classes inférieures à atteindre un statut social supérieur, mais de les aider à se développer et contribuer aussi bien économiquement que socialement à la communauté. Il est difficile d'estimer l'efficacité de l'aide apportée par la Société aux classes laborieuses, mais il ne fait aucun doute qu'elle permet à la classe moyenne de créer des réseaux.
La Société a pour objectif de promouvoir le bien-être des individus par de meilleurs niveaux de culture et de civilisation, et particulièrement via une meilleure éducation. La société n'est pas anti-cléricale, mais a pour but d'offrir une éducation qui se conforme aux principes éthiques généraux chrétiens sans être dogmatique sur la doctrine. Ainsi en 1785, la Société offre au catholique Peter Schouten le premier prix dans un concours de traités sur l'existence de Dieu et la nécessité de le servir. Bien que très libérale, la Société n'a pas voulu étendre son adhésion aux Juifs, ni recevoir des élèves juifs. 
Dans le royaume uni des Pays-Bas, entre 1815 et 1830, la Société est originellement confinée au nord majoritairement protestant. La première branche au sud (Belgique actuelle) s'ouvre à Dixmude, en Flandre occidentale, en 1819, suivie la même année par des branches à Ostende, Ypres, Nieuport et Bruges, puis dans d'autres villes. Hormis celle de Gand, les branches du sud restent toutes petites. En 1825, la Société compte près de 12 000 membres dans le nord, mais moins de 500 dans le sud.

## Activités

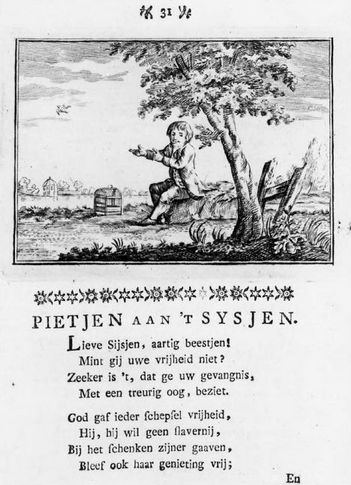
Illustration et poème d'un manuel de 1785. Un garçon libère son oiseau de compagnie.

La Société a pour but d'offrir une éducation à tous en établissant des écoles primaires, en publiant des manuels scolaires et en finançant des établissements de formation aux enseignants. Elle fonde également des bibliothèques, créé des caisses d’épargne et des fonds d’assurances et entreprend d’autres activités de développement social. Alors que Jan Nieuwenhuijzen  voit l'éducation des adultes comme un moyen de les amener vers un plus niveau spirituel, son fils Martinus met davantage l'accent sur l'amélioration de l'éducation des enfants. À l'époque l'état de l'enseignement est médiocre, avec des enseignants sous-qualifiés et sous-payés, du matériel obsolète, des bâtiments scolaires délabrés et inconfortables et une discipline sévère.  
La Société se concentre d'abord sur la publications de nouveaux manuels scolaires. Martinus Nieuwenhuijzen écrit le premier dans une langue simple pour les enfants, très différent du style ampoulé en vogue à l'époque. La Société fonde également des écoles pour servir d'exemples de méthodes modernes d'éducation aux écoles publiques. La Société organise un concours d'essais pour la meilleure réponse à la question « Quels sont les meilleurs moyens pour transformer les enfants en personnes sociables lorsqu'ils sont encore à l'école ? ». L'une des réponses inclut un « tableau comportemental », une fiche d'évaluation qui liste des actions positives et négatives.
Avec la proclamation de la République batave en 1795, les Pays-Bas devient un État unitaire et il devient possible de promulguer des lois éducatives pour l'ensemble du pays. Beaucoup des membres de la Société sympathisent avec les patriotes démocrates qui dirigent la République. La Société contribue ainsi à la loi de 1806 (nl) qui établit un système éducatif national. Des branches locales de la Société fondent des écoles de design à Deventer (1800),  Schiedam (1806), La Haye (1809), Haarlem (1809) et Amsterdam (1814). Celles-ci se concentrent principalement sur les beaux-Arts, et pas sur les arts pratiques. Après l'acte de 1806, la Société s'implique dans l'éducation industrielle, mais sans grand enthousiasme. Des branches locales établissent des écoles de travail dont des écoles de filage à Woerden (1810), Groningue (1814), Middelharnis (1815) et Sommelsdijk (1815), de filage et de tricotage à Leeuwarden et Zwolle, et un moulin à lin à Nieuwenhoorn.
L'acte de 1806 est confirmé par le roi Guillaume Ier avec environ 1 100 écoles établies entre 1815 et 1830. Après l'indépendance de la Belgique en 1830, l'activité éducationnelle qui y est menée par la Société est reprise en 1851 par le Willemsfonds. En vertu d'une réforme de 1857, les principes d'éducation établis par la Société sont proscrits pour toutes les écoles et l'État prend en charge l'éducation dans l'ensemble du pays. Dans la plupart des cas, les écoles de la Société sont reprises par les municipalités.
La Société reste impliquée dans l'éducation, en dirigeant des écoles professionnelles, organisant des cours, et poussant pour d'autres réformes. Ainsi en 1875 un comité de la Société publie un rapport sur les lois encadrant l'éducation primaire et secondaire. Le rapport critique les externats citoyens, qui dispensaient des cours qui ne couvraient pas les techniques de travail pratiques. Le comité recommande une refonte de l'éducation des classes populaires, avec un accent mis sur la formation professionnelle. En 1907, la Société publie un rapport sur le système d'apprentissage et recommande les écoles d'artisanat et une formation professionnelle pratique directement au travail. En 1913, la Société fonde la Volksuniversiteit (université du peuple) à Amsterdam (nl).
Jusqu'en 2010, le secrétariat de la Société se trouve dans la maison originelle de Martinus Nieuwenhuijzen à Edam. La Société continue à opérer avec 70 groupes locaux et près de 7 000 membres en 2014. Elle organise des conférences, des cours, des excursions éducatives, des tours culturels et d'autres activités culturelles.